# Chapelle Saint Jean Porte latine
La chapelle Saint Jean Porte latine est un ancien lieu de culte catholique situé dans l'actuel 9e arrondissement de Paris. Elle est dédiée à saint Jean Porte latine. 

## Situation
L'église se situait au no 60 de la rue du Faubourg-Montmartre, à l'est de l'actuelle place Kossuth. L'actuelle no 58 rue du Faubourg-Montmartre et no 11 rue de Châteaudun occupent en partie l'emplacement de l'église.

## Historique
Selon les frères Lazare, l'église aurait été construite en 1760, mais elle a en réalité été construite en 1780 par Pierre-Louis Moreau-Desproux qui travaillait à la même époque sur l'église Saint-Eustache dont Saint Jean Porte latine était une succursale. Elle devait en effet servir de chapelle officielle au cimetière Saint-Jean-Porte-Latine auquel elle était accolée et qui dépendait de la paroisse Saint-Eustache. Sur l'atlas de Verniquet, elle est nommée hospice de Saint-Eustache.
Supprimée en 1790, elle est vendue comme bien national le 14 messidor an V (2 juillet 1797). Elle est ensuite rachetée par la ville de Paris qui y établit le culte de Notre-Dame-de-Lorette, la chapelle homonyme ayant été détruite pendant la Révolution.
La chapelle est détruite en 1846.

## Architecture
Le plan de la chapelle était rectangulaire (environ vingt mètres de long sur six de large). On accédait à l'église depuis la rue du Faubourg-Montmartre par un perron de trois marches encadré de deux colonnes ; ces deux dernières n'apparaissent toutefois ni sur le plan cadastral, dit atlas de Vasserot, ni sur la vue de la chapelle par Bénard. Ce côté était disposé en biais afin de s'aligner avec la rue du Faubourg-Montmartre. L'un des côtés était mitoyen avec l'école de la Charité, construite par Jean Mansart de Jouy. L'autre côté était percé de cinq ouvertures dont une porte latérale. Le toit était à deux pans. 
L'aménagement intérieur était simple. Face à l'entrée toutefois, le retable, disposé dans un imposant cadre en bois à fronton triangulaire dans le style néoclassique, possédait un aspect monumental. 
Sur l'atlas Vasserot, établi entre 1810 et 1836, il semble que l'église ait été agrandie par l'ajout de deux ailes de part et d'autre de la nef existante.

## Note et référence
1. 1 2  « Plateforme de webmapping ALPAGE », sur Analyse diachronique de l'espace urbain parisien : approche géomatique (ALPAGE) (consulté le 9 septembre 2022).
2. 1 2  Félix et Louis Lazare, Dictionnaire administratif et historique des rues de Paris et de ses monuments, édition de 1844, p. 463 [lire en ligne]
3. 1 2 3 4  Sophie Descat, « Les travaux de Pierre-Louis Moreau pour la fabrique Saint-Eustache dans la seconde moitié du XVIIIe siècle », Bulletin Monumental, vol. 155,‎ 1997, p. 207-230 (lire en ligne)
4. 1 2  Cadastre de Paris par îlot (1810-1836), plan 8e quartier Faubourg Montmartre, îlots nos 13 et 14, échelle 1/555, côte F/31/76/11
5. ↑  Chapelle Saint-Jean, rue du Faubourg-Montmartre sur Gallica